# موتور سر تخت

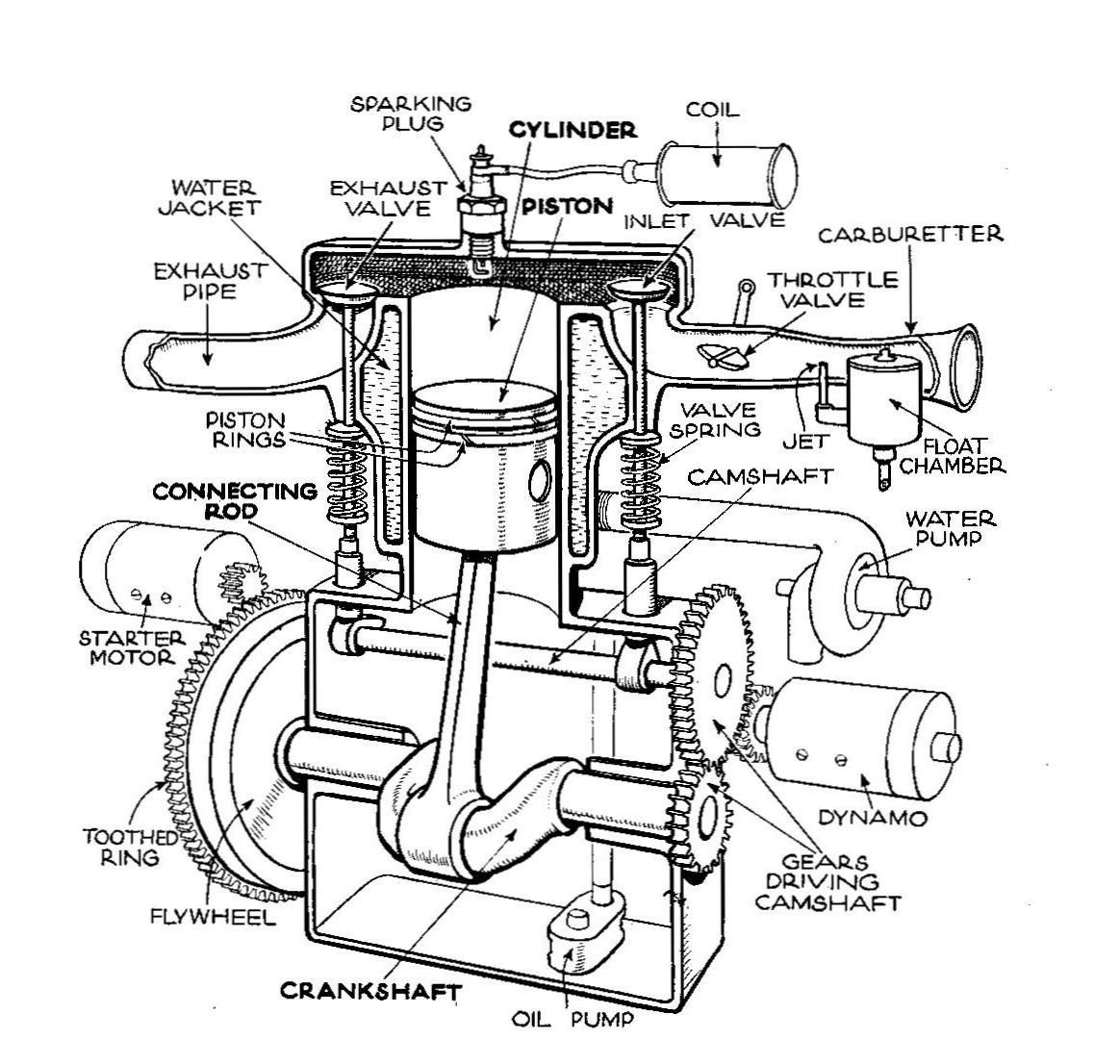
یک موتور سوپاپ جانبی سر T با جریان متقاطع

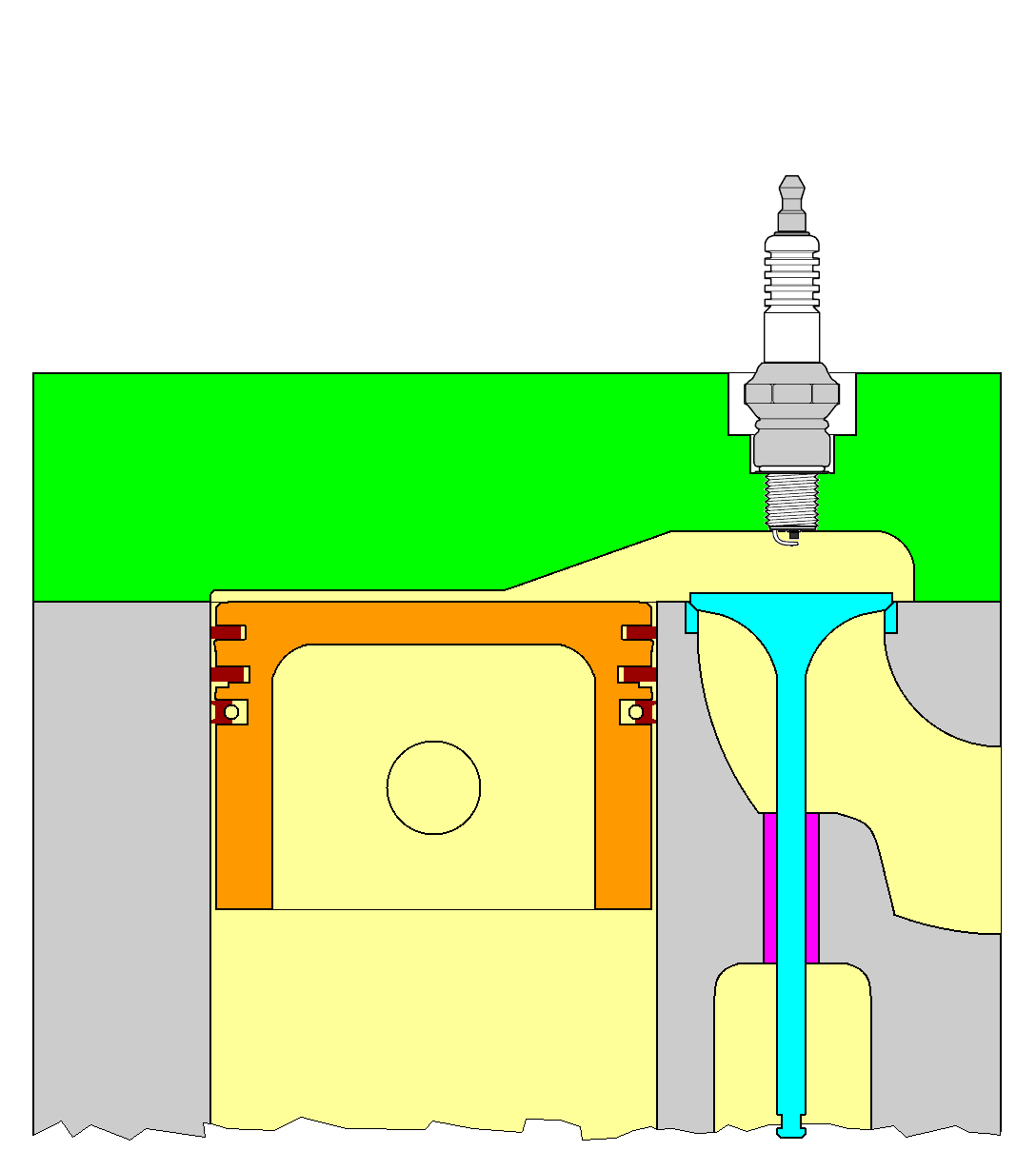
چیدمان معمول سر L

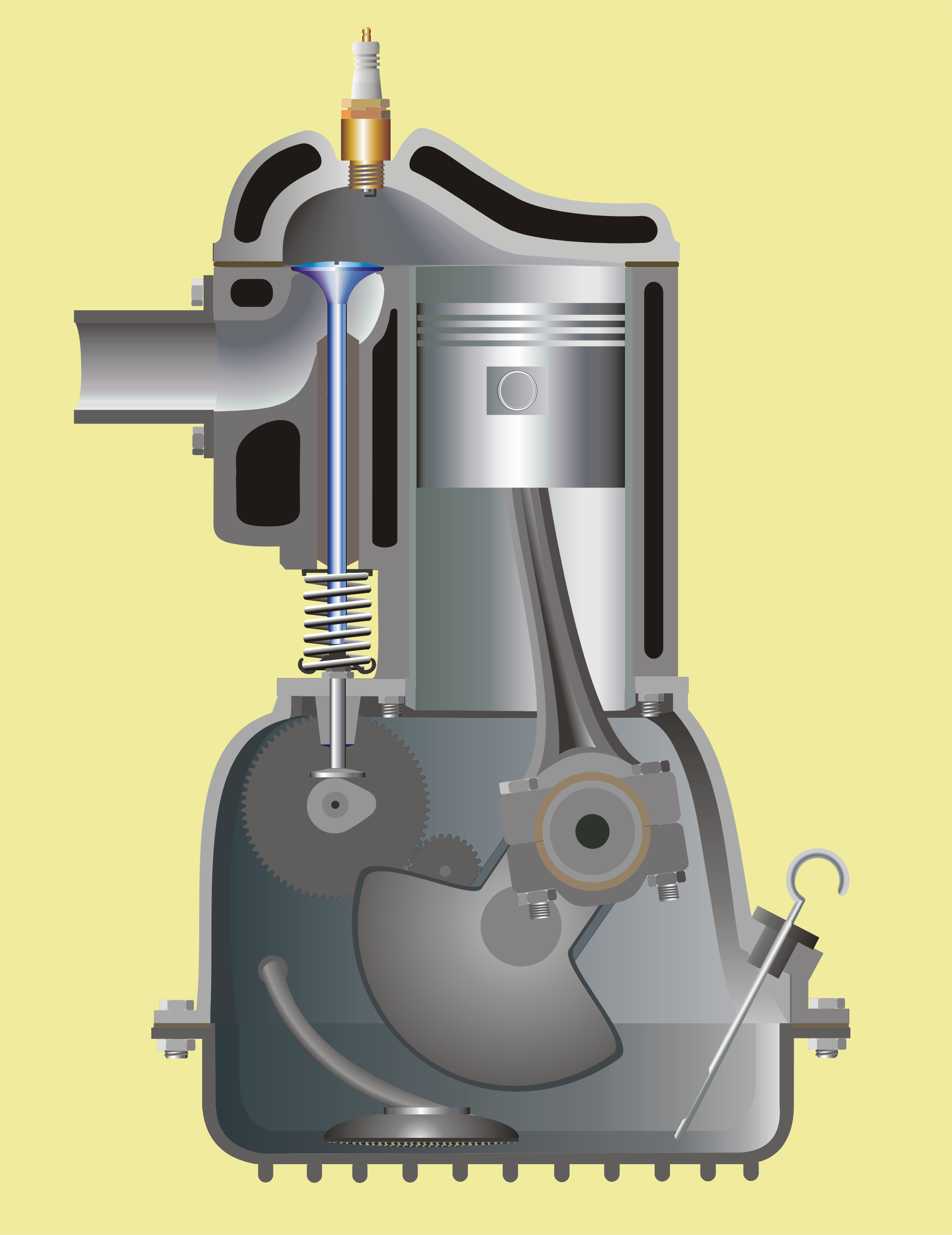
سر صاف با سر آشفته ریکاردو

یک موتور سر صاف که به عنوان موتور سوپاپ یا موتور سوپاپ در بلوک نیز شناخته می‌شود، یک موتور احتراق داخلی است که سوپاپ‌های پاپت آن در داخل بلوک موتور، به جای در سرسیلندر، مانند یک سوپاپ بالای سر، قرار دارند.
از اواخر دهه ۱۸۹۰ تا اواسط دهه ۱۹۵۰، هدهای مسطح در سطح بین‌المللی توسط خودروسازان مورد استفاده قرار می‌گرفتند، اما با سوپاپ‌های سربار کارآمدتر و موتورهای میل بادامک بالای سر جایگزین شدند. آنها در حال حاضر در حال احیای موتورهای هوائی با دور پایین مانند D-Motor هستند.

### ماشین‌هایی با موتور سر تخت
موتورهای سر تخت چند سیلندر برای خودروهایی مانند فورد مدل تی و فورد مدل A از این نوع موتور استفاده می‌کردند. کادیلاک از سال ۱۹۳۸ تا ۱۹۴۰ موتورهای V-16 را برای خودروهای لوکس سری ۹۰ خود تولید کرد. پس از جنگ جهانی دوم، طرح‌های سر صاف با طرح‌های OHV (شیرهای بالای سر) جایگزین شدند. سر صاف دیگر در اتومبیل‌ها رایج نبود، اما در وسایل نقلیه ابتدایی تر مانند جیپ‌های نظامی خارج از جاده ادامه یافت. در دایره‌های خودروهای سفارشی و هات‌راد ایالات متحده، نمونه‌های بازسازی‌شده از V8های سر تخت اولیه فورد هنوز هم دیده می‌شوند.

## یادداشت
1. 1 2  American Rodder, 6/94, pp.45 & 93.
2. ↑  (As the cylinder cross-section has the shape of an inverted L, other names such as "L-block" or "L-head" are also used)
3. ↑  "D-Motor image". Archived from the original on 25 February 2018. Retrieved 29 April 2018.
4. ↑  LaChance, David (February 2007). "Reignmaker – 1939 Cadillac Series 39-90". Hemmings Motor News. American City Business Journals. Retrieved 17 November 2015. Mechanically, the Series 90 cars shared the advances of the Series 75. The V-8 car's three-speed manual transmission was deemed up to the task of handing the torque of the V-16, in part because the larger engine delivered its impulses so smoothly.
5. ↑  Street Rodder, 1/85, p.72.